# Maja Škorić
Maja Škorić  (nacida el 11 de octubre de 1989 en Rijeka, Croacia) es una jugadora de baloncesto serbia. Con 1.85 metros de estatura, juega en la posición de alero.